# 控制室
控制室或操作室是一个可以监测和控制大型设施或分佈在各地分散的設施的房間。1920年代開始，工廠中開始普及控制室。

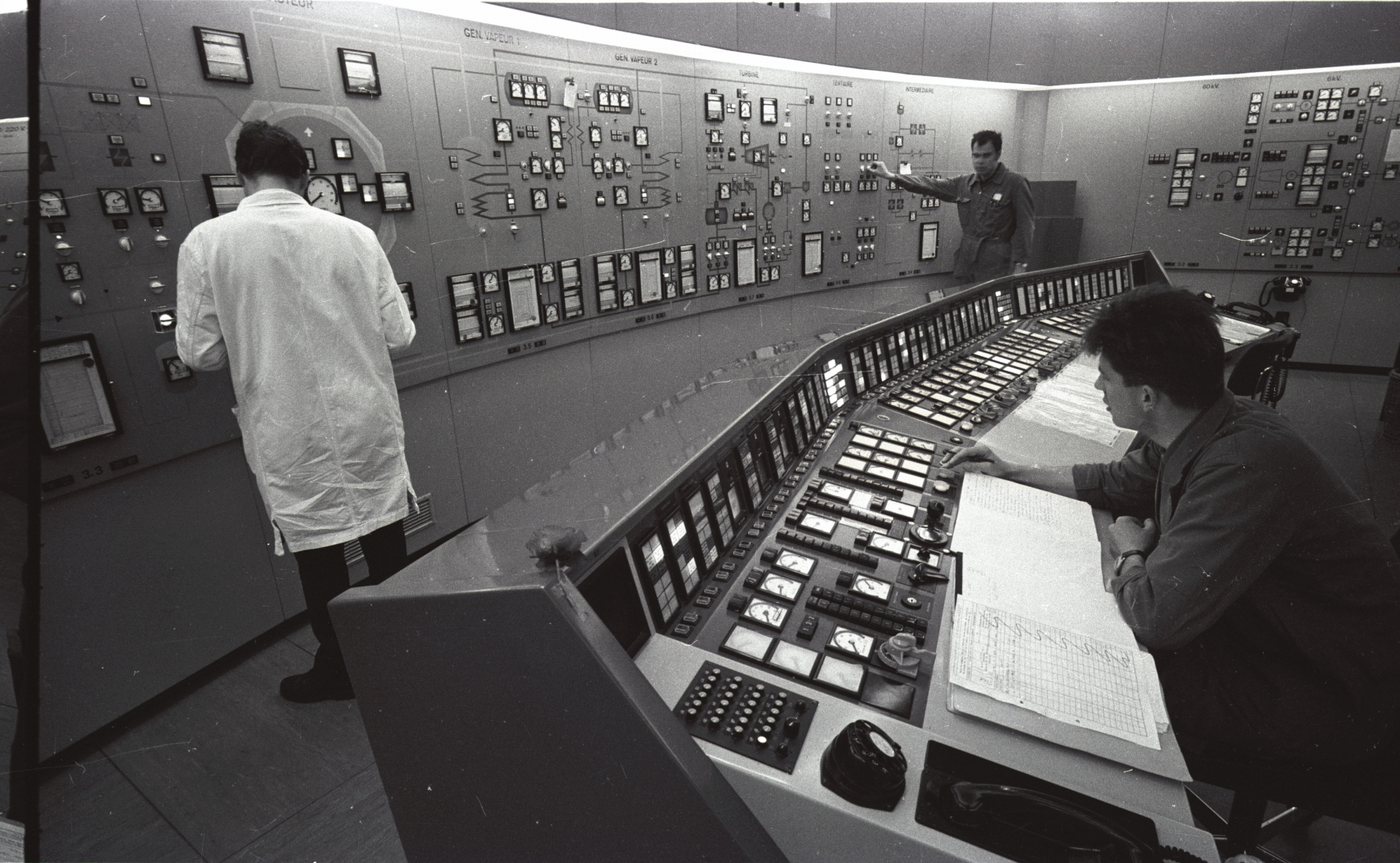
控制室

重要设施的控制室通常有严格的安全防護，一般人无法进入。通常控制室內有多个电子显示屏和控制面板。一些控制室本身就处于视频监控之下。控制室一般會有多人值班。